# Bromelia reversacantha
Bromelia reversacantha är en gräsväxtart som beskrevs av Carl Christian Mez. Bromelia reversacantha ingår i släktet Bromelia och familjen Bromeliaceae. Inga underarter finns listade i Catalogue of Life.